# Karánsebesi–lugosi bánság
A Karánsebesi-Lugosi Bánság ( Románul: Banatul de Lugos-Caransebeş, szerbül : Лугошка и карансебешка бановина / Lugoška i karansebeška banovina) vagy Lugos-Karánsebesi Bánság, Lugos-karánsebes Kerülete egy védelmi, közigazgatási egység (bánság) volt az Erdélyi Fejedelemségben 1536-tól 1658-ig. Szörény vármegyét foglalta magába.

## Elhelyezkedése
(Jobbára a Bánsági-hegyvidéken terült el:
- Délen nem ért sosem a Dunáig, az Aldunai-hegyvidék képezte határát, Versec és Mehádia (A középkori vár magyar neve oklevelekben Miháld ) várai.
- Nyugaton a végvárai képezték a határát: Versectől, Boksánon át Lugosig.
- Északon, északkeleten Erdéllyel Arad, Hunyad vármegye határolta.
- Keleten Havasalföld (Mehádiai-hegység).

## Közigazgatása
Székhelye és központja Karánsebes volt. Szörény vármegyéből alakították ki, melynek élén nem főispánok, hanem a bánok álltak. Területe a megszűnése előtt már csak a névadó Karánsebes és Lugos várának peremvidékét jelentette. A bánság mellett kerületként is említik, a Partium részeként tekinthető.

## Története
Miután a törökök 1522-ben elfoglalják Orsovát, 1524-ben pedig Szörényvár várát, az Olt és Al-Duna közötti rész, a Szörényi bánság is megszűnt. Krassó vármegye is megszűnt, de helyette létrejött Szörény vármegye, mely János király Keleti Magyar Királysága, majd az erdélyi fejedelmek birtokához tartozott. Kezdetben magába foglalta a megye az előbbi volt Krassó vármegyét és a volt Szörényi bánság még meglevő részeit, tehát kiterjedt a Marostól egész Orsováig. A törökök fokozatosan meghódították a Duna mentét és a Temesközt, a hódoltságba (Temesvári vilajet) benyúló terület élén innentől kezdve fokozatosan a karánsebesi és lugosi bánok állnak. Hivataluk nem vált külön, az egésznek élén mindig egy bán (főbán) állt, Karánsebes székhellyel. A bánok kormányozták a vidéket az erdélyi fejedelmek nevében egész 1658-ig, mikor II. Rákóczi György Lengyelországi hadjárata miatt Erdély ellen támadó Köprülü Mehmed nagyvezír bevette Jenő (a későbbi Borosjenő) várát (1658. szeptember 3.), és a törökök, valamint a tatárok nagy pusztítást végeztek Erdélyben. Ezért Barcsay Ákos, (az utolsó lugosi és karánsebesi bán 1644-től) 1658. szeptember 14-én elfogadta a fejedelmi kinevezést, és a béke érdekében beleegyezett abba is hogy átadja Lugos és Karánsebes várát.
A vasvári béke a török foglalását véglegesítette. Az ez utáni harminc év területnek a török uralom korszaka, habár valószínű, hogy kétféle hódolás/kettős adóztatás jött létre, mert halvány vármegyei életnek még a török hódoltság korában is van nyoma. A nemesség azonban lassan kivándorolt Erdélybe. A török felszabadító harcok során 1688-ban a keresztény sereg Karánsebest visszafoglalta, Szörény vármegye is újraszerveződött, és Macskássi Péter személyében főispánt neveztek ki 1698-ban. A karlócai béke után viszont a Temesközzel együtt ismét török fennhatóság alatt maradt, 1718-ig, a pozsareváci béke megkötéséig.

## Karánsebesi és lugosi bánok listája
- Somlyai Mihály (1536)
- Petrovics Péter (1544-1549)
- Glessan János (1552)
- Bethlen Gergely (1563)
- Bethlen Gábor (1564)
- Trompa István (1575-1577)
- Keresztesy Pál (1605-1606) és (1610-1613)
- Barcsay Ákos (1644-1658)

## Városai
- Lugos
- Karánsebes
- Versec
- Boksánbánya
- Resicabánya
- Krassóvár
- Miháld